# Catherine Lewis
Catherine Lewis (Lebensdaten nicht bekannt) ist eine kanadische Sängerin (Sopran).

## Leben und Wirken
Lewis studierte an der University of Victoria Gesang bei Frances James und setzte ihre Ausbildung in Paris fort. Nach ihrer Rückkehr nach Kanada nahm sie am Studienprogramm des The Banff Centre for the Arts teil, wo sie mit Mary Morrison, Robert Aitken, Toru Takemitsu, George Crumb, Jean Piché und George Coates zusammenarbeitete. Sie sang Uraufführungen von Werken  Murray Adaskins, Rudolf Komorous', Owen Underhills, Linda Catlin Smith’, Christopher Butterfields, Kirk Elliotts, Rodney Sharmans, Sylvia Rickards und Henry Beckers. Lewis unterrichtet Gesang an der University of Victoria.